# Тинвальд
Тинва́льд (англ. Tynwald, мэн. Tinvaal) — парламент острова Мэн, один из старейших парламентов в мире, который был образован в 979 году скандинавами (викингами).
Тинвальд располагается в Дугласе, столице острова Мэн. Состоит из 35 депутатов. Главой парламента является Председатель Тинвальда, избираемый его членами. Формально он утверждается на должность представителем британского монарха — лейтенант-губернатором, назначаемым каждые пять лет, но уже несколько веков не было случаев отказа. Президент Тинвальда является де-факто главой острова (де-юре «Лордом/Леди острова» остаётся монарх Великобритании). Парламент занимается вопросами внешней и внутренней политики.
В 1979 году во время празднования тысячелетия Тинвальда состоялось юбилейное торжественное заседание Тинвальда, проходившее под председательством Леди Мэна Елизаветы II.
Тинвальд состоит из двух палат: нижней — Палаты ключей (англ. House of Keys, мэн. Kiare as Feed — «двадцать четыре»), избираемой прямым всеобщим голосованием, и верхней палаты — Законодательного совета (англ. Legislative Council, мэн. Choonseil Slattyssagh), члены которого избираются нижней палатой. Разработкой законов занимается в основном нижняя палата, а верхняя их утверждает. Утверждённый обеими палатами закон должен быть представлен для утверждения Лорду острова Мэн или представляющему его лейтенант-губернатору для получения королевской санкции. Впрочем, если верхняя палата не утвердит закон или внесёт нежелательные поправки, нижняя палата имеет право представить закон для королевской санкции без одобрения Законодательного совета; в силу этого политический вес верхней палаты не очень велик.
Между 1706 и 1874 годами Палата ключей заседала в здании в Каслтауне, бывшей столице острова Мэн.